# Anders Noshe
Anders Abdull-Gaffar Haidar Noshe (* 9. Januar 2006 in Aalborg) ist ein dänischer Fußballspieler, der aktuell beim Aalborg BK in der Superligaen spielt.

## Karriere

### Verein
Noshe begann seine fußballerische Laufbahn bei den beiden kleinere Jugendklubs Gug Boldklub und Aalborg Chang, die beide aus seiner Geburtsstadt Aalborg kommen. Später wechselte er in die Jugendakademie des größten Vereins der Stadt, der Aalborg BK. In der Saison 2021/22 kam er auch schon zehnmal für die U19-Mannschaft zum Einsatz, wobei er einmal traf und später in der Saison auch schon für das Reserveteam. Am 20. März 2022 (22. Spieltag) wurde er in der Superligaen bei einem 3:0-Sieg über Brøndby IF spät eingewechselt und gab somit sein Debüt auf Profiebene. Dadurch wurde er zum jüngsten Spieler in der Superligaen. Nach diesem Einsatz stand er bis Saisonende weiterhin öfters im Kader der Profis und war weiterhin bei der U19 aktiv.

### Nationalmannschaft
Seit November 2021 kam Noshe zu bislang einem Tor in vier Einsätzen für das dänische U16-Team.